# Кристиан-Жак
Кристиан-Жак (Christian-Jaque, наст. имя Кристиан Альбер Франсуа Моде фр. Christian Albert François Maudet; 4 сентября 1904 — 8 июля 1994) — французский режиссёр и сценарист.

## Биография
Учился на архитектора. С 1924 занимался рисованием киноафиш, впоследствии — киножурналистикой. Как режиссёр дебютировал в 1932. Работал с крупнейшими французскими кинооператорами, актрисами и актёрами Франции, Италии и других стран.
С 1947 по 1953 год был в браке с актрисой Рене Фор. В 1954—1959 был женат на актрисе Мартин Кароль (у неё это был второй брак, у него — четвёртый), которую снял в фильмах «Лукреция Борджиа», «Мадам Дюбарри», «Нана», «Натали».
После просмотра фильма «Эскадрон гусар летучих» назвал Андрея Ростоцкого русским Жераром Филипом.
Похоронен на кладбище Пер-Лашез.

## Фильмография

### Режиссёр
- 1933 — Дело идет на лад
- 1936 — Один из легиона / Un de la légion
- 1936 — Франциск Первый / François Premier
- 1937 — Жемчужины короны / Les Perles de la Couronne (премия Венецианского МКФ за лучший сценарий зарубежного фильма)
- 1937 — Пираты на рельсах / Les Pirates du rail
- 1937 — Ловкачи из одиннадцатого округа / Les Dégourdis de la onziéme
- 1938 — Исчезнувшие из Сент-Ажиля / Les Disparus de Saint-Agil
- 1938 — Эрнест-мятежник / Ernest le rebelle
- 1938 — Татуированный Рафаэль / Raphaël le tatoué
- 1941 — Первый бал / Premier bal
- 1941 — Убийство Деда Мороза / L’assassinat du Père Noël
- 1942 — Фантастическая симфония / La symphonie fantastique
- 1943 — Безнадёжное путешествие / Voyage sans espoir
- 1945 — Кармен / Carmen
- 1945 — Пышка / Boule de suif
- 1945 — Колдовство / Sortilèges
- 1946 — Привидение / Un revenant
- 1948 — Пармская обитель / La Chartreuse De Parme
- 1948 — Человек людям / D’homme à hommes
- 1950 — Потерянные сувениры / Souvenirs perdus
- 1951 — Синяя Борода / Barbe-bleue
- 1952 — Восхитительные создания / Adorables Créatures
- 1952 — Фанфан-тюльпан / Fanfan La Tulipe (премия Каннского МКФ лучшему режиссёру, Серебряный медведь Берлинского МКФ за режиссуру)
- 1953 — Лукреция Борджиа / Lucrèce Borgia
- 1954 — Судьбы / Destinées (эпизод Лезистрата)
- 1954 — Нана/ Nana
- 1956 — Если парни всего мира... / Si tous les gars du monde (Хрустальный глобус Карловарского МКФ)
- 1957 — Натали / Nathalie
- 1957 — Закон есть закон / La loi, c’est la loi (номинация на Золотого медведя за режиссуру)
- 1959 — Бабетта идёт на войну / Babette s’en va-t-en guerre (номинация на главную премию Московского МКФ)
- 1960 — Француженка и любовь / La Française et l’Amour (эпизод Развод)
- 1961 — Мадам Беспечность / Madame Sans Gêne
- 1963 — Веские доказательства / Les Bonnes Causes
- 1964 — Чёрный тюльпан / La Tulipe noire
- 1964 — Пир хищников / Le repas des fauves
- 1965 — Тайная война / Грязная игра / Guerre secrète
- 1966 — Святой выходит на след / Le Saint prend l’affût
- 1966 — Вторая истина / La Seconde vérité
- 1968 — Любовники Леди Гамильтон: Путь в высший свет / Le Calde notti di Lady Hamilton
- 1971 — Нефтедобытчицы / Les pétroleuses
- 1977 — Парижская жизнь/ La Vie parisienne

## Признание
Кавалер Ордена Почётного легиона, офицер национального Ордена Заслуг, командор Ордена искусств и литературы. военный крест за участие во Второй мировой войнеПочётная премия Сезар (1985) за заслуги в кинематографе.